# Виборзький район (Санкт-Петербург)
Виборзький район — район у місті Санкт-Петербург.

## Межі району
Залізнична станція «Ланська» — залізниця на Виборг — Суздальський проспект — проспект Культури — Тихорецький проспект — Політехнічна вулиця — Полюстровський проспект — Литовська вулиця — Лісний проспект — вулиця Академіка Лебедєва — Пироговська набережна — Виборзька набережна — Кантемирівська вулиця — Студентська вулиця — станція Ланська.

## Муніципальні округи
- Левашово
- Парголово
- Сампсонієвське
- Світлановське
- Сосновське
- 15 муніципальний округ Санкт-Петербурга
- Парнас
- Шувалово-Озеркі